# Milan Štěch
Milan Štěch (ur. 13 listopada 1953 w Czeskich Budziejowicach) – czeski polityk i działacz związkowy, od 2010 do 2018 przewodniczący Senatu Republiki Czeskiej.

## Życiorys
Uzyskał wykształcenie średnie, przed upadkiem komunizmu w Czechosłowacji pracował w zakładach firmy Škoda Auto. Początkowo był zatrudniony na stanowiskach robotniczych, zaangażował się w działalność związkową, którą kontynuował również po przemianach politycznych. W latach 70. i 80. należał do Komunistycznej Partii Czechosłowacji, w 1989 dołączył do Forum Obywatelskiego. W latach 1990–1994 pełnił funkcję wiceprzewodniczącego związku zawodowego KOVO. Od 1994 był wiceprzewodniczącym, a następnie w latach 2002–2010 przewodniczącym Czesko-Morawskiej Konfederacji Związków Zawodowych (ČMKOS), największej w kraju centrali związkowej.
W 1996 został wybrany do nowo utworzonego czeskiego Senatu jako kandydat Czeskiej Partii Socjaldemokratycznej (ČSSD), do której wstąpił w 1997. Mandat uzyskał w okręgu wyborczym nr 15 z siedzibą w mieście Jindřichův Hradec. Z powodzeniem ubiegał się o senacką reelekcję w 2002, 2008 i 2014. Od 2008 był wiceprzewodniczącym izby wyższej, a 24 listopada 2010 objął stanowisko przewodniczącego Senatu, zastępując Přemysla Sobotkę. Funkcję tę pełnił do 14 listopada 2018, po czym ponownie został wiceprzewodniczącym Senatu. Mandat senatora utracił w wyniku wyborów w 2020.